# ISO 3166-2:IS
ISO 3166-2:IS est l'entrée pour l'Islande dans l'ISO 3166-2, qui fait partie du standard ISO 3166, publié par l'Organisation internationale de normalisation (ISO), et qui définit des codes pour les noms des principales administration territoriales (e.g. provinces ou États fédérés) pour tous les pays ayant un code ISO 3166-1.
Actuellement, pour l'Islande, les codes ISO 3166-2 sont définis pour les 8 régions (landsvæði) et, depuis 2020, pour les 69 municipalités (sveitarfélagið). 

## Régions (8)

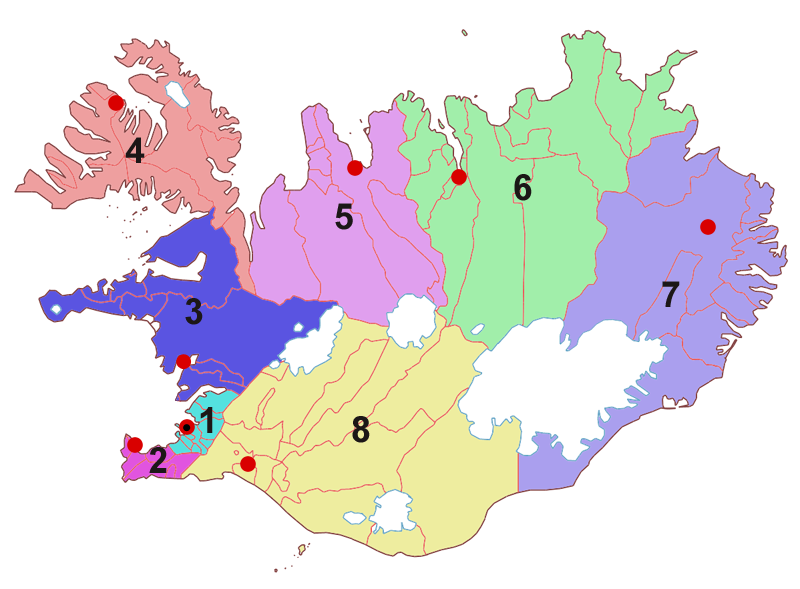
Régions d'Islande

La région IS-0 pour Reykjavík a été supprimé en 2015.
| Code ISO 3166-2 | Région            |
| --------------- | ----------------- |
| IS-1            | Höfuðborgarsvæðið |
| IS-2            | Suðurnes          |
| IS-3            | Vesturland        |
| IS-4            | Vestfirðir        |
| IS-5            | Norðurland vestra |
| IS-6            | Norðurland eystra |
| IS-7            | Austurland        |
| IS-8            | Suðurland         |

## Municipalités (69)
| Code   | Subdivision (is)              | Région |
| ------ | ----------------------------- | ------ |
| IS-AKN | Akraneskaupstaður             | 3      |
| IS-AKU | Akureyrarbær                  | 6      |
| IS-ARN | Árneshreppur                  | 4      |
| IS-ASA | Ásahreppur                    | 8      |
| IS-BLA | Bláskógabyggð                 | 8      |
| IS-BOG | Borgarbyggð                   | 3      |
| IS-BOL | Bolungarvíkurkaupstaður       | 4      |
| IS-DAB | Dalabyggð                     | 3      |
| IS-DAV | Dalvíkurbyggð                 | 6      |
| IS-EOM | Eyja- og Miklaholtshreppur    | 3      |
| IS-EYF | Eyjafjarðarsveit              | 6      |
| IS-FJD | Fjarðabyggð                   | 7      |
| IS-FJL | Fjallabyggð                   | 6      |
| IS-FLA | Flóahreppur                   | 8      |
| IS-FLR | Fljótsdalshreppur             | 7      |
| IS-GAR | Garðabær                      | 1      |
| IS-GOG | Grímsnes- og Grafningshreppur | 8      |
| IS-GRN | Grindavíkurbær                | 2      |
| IS-GRU | Grundarfjarðarbær             | 3      |
| IS-GRY | Grýtubakkahreppur             | 6      |
| IS-HAF | Hafnarfjarðarkaupstaður       | 1      |
| IS-HRG | Hörgársveit                   | 6      |
| IS-HRU | Hrunamannahreppur             | 8      |
| IS-HUG | Húnabyggð                     | 5      |
| IS-HUV | Húnaþing vestra               | 5      |
| IS-HVA | Hvalfjarðarsveit              | 3      |
| IS-HVE | Hveragerðisbær                | 8      |
| IS-ISA | Ísafjarðarbær                 | 4      |
| IS-KAL | Kaldrananeshreppur            | 4      |
| IS-KJO | Kjósarhreppur                 | 1      |
| IS-KOP | Kópavogsbær                   | 1      |
| IS-LAN | Langanesbyggð                 | 6      |
| IS-MOS | Mosfellsbær                   | 1      |
| IS-MUL | Múlaþing                      | 7      |
| IS-MYR | Mýrdalshreppur                | 8      |
| IS-NOR | Norðurþing                    | 6      |
| IS-RGE | Rangárþing eystra             | 8      |
| IS-RGY | Rangárþing ytra               | 8      |
| IS-RHH | Reykhólahreppur               | 4      |
| IS-RKN | Reykjanesbær                  | 2      |
| IS-RKV | Reykjavíkurborg               | 1      |
| IS-SBT | Svalbarðsstrandarhreppur      | 6      |
| IS-SDN | Suðurnesjabær                 | 2      |
| IS-SDV | Súðavíkurhreppur              | 4      |
| IS-SEL | Seltjarnarnesbær              | 1      |
| IS-SFA | Sveitarfélagið Árborg         | 8      |
| IS-SHF | Sveitarfélagið Hornafjörður   | 7      |
| IS-SKF | Skaftárhreppur                | 8      |
| IS-SKR | Skagafjörður                  | 5      |
| IS-SKG | Skagabyggð                    | 5      |
| IS-SKO | Skorradalshreppur             | 3      |
| IS-SNF | Snæfellsbær                   | 3      |
| IS-SOG | Skeiða- og Gnúpverjahreppur   | 8      |
| IS-SOL | Sveitarfélagið Ölfus          | 8      |
| IS-SSS | Sveitarfélagið Skagaströnd    | 5      |
| IS-STR | Strandabyggð                  | 4      |
| IS-STY | Stykkishólmsbær               | 3      |
| IS-SVG | Sveitarfélagið Vogar          | 2      |
| IS-TAL | Tálknafjarðarhreppur          | 4      |
| IS-THG | Þingeyjarsveit                | 6      |
| IS-TJO | Tjörneshreppur                | 6      |
| IS-VEM | Vestmannaeyjabær              | 8      |
| IS-VER | Vesturbyggð                   | 4      |
| IS-VOP | Vopnafjarðarhreppur           | 7      |

## Historique
Historique des changements
- 27 novembre 2015 : Suppression d'une région IS-0
- 23 novembre 2017 : Modification de l'orthographe de IS-1; mise à jour de la Liste Source
- 24 novembre 2020 : Ajout des municipalités
- 2 novembre 2021 : Suppression d'une municipalité IS-BFJ, IS-DJU, IS-FLD, IS-SEY; Ajout d'une municipalité IS-MUL; Mise à jour de la Liste Source
- 29 novembre 2022 : Suppression d'une municipalité IS-AKH, IS-BLO, IS-HEL, IS-HUT, IS-SBH, IS-SKU, IS-SSF; Ajout d'une municipalité IS-HUG, IS-SKR